# 北島行徳
北島 行徳（きたじま ゆきのり、1965年6月22日 - ）は、日本のノンフィクション作家、シナリオライター、小説家。東京都出身。日本文芸家協会会員。
アンチテーゼ北島のリングネームでプロレスを行なうかたわら、小説、ゲームシナリオを書く。
サウンドノベルゲーム『428 〜封鎖された渋谷で〜』では、商店街監視カメラモニター室の管理人役として、本人役でカメオ出演している。

## 経歴
- 1980年、国際障害者年であるこの年からボランティア活動を開始[1]。
- 1987年、『みんなWINNER!!』が第33回手塚賞佳作に選出される。
- 1991年、障害者プロレス団体「ドッグレッグス」を旗揚げして代表に就任して健常者レスラーとして障害者レスラーと試合する。
- 1993年 「ドッグレッグス」を描いたドキュメンタリー映画『無敵のハンディキャップ』（監督：天願大介）が公開される。
- 1997年、4年間つとめた[1]毎日中学生新聞契約記者を辞してフリーランスになる。
- 1998年、『無敵のハンディキャップ』が第20回講談社ノンフィクション賞を授かる。
- 2009年、株式会社ジンテーゼを設立して代表取締役に就任する。
- 2005年に出版した小説『バケツ』が、2018年に『バケツと僕！』として映画化。山田耕大らと共に脚本もつとめた。

## 作品リスト

### ノンフィクション
- 無敵のハンディキャップ 障害者が「プロレスラー」になった日（1997年12月 文藝春秋、1999年6月 文春文庫）
- ラブ&フリーク ハンディキャップに心惹かれて（2000年6月 文藝春秋）
- 弾むリング 四角い「舞台」がどうしても必要な人たち（2002年7月 文藝春秋）

### 小説
- 放課後の方程式（アンソロジー）（2004年7月23日 チュンソフト）
  - エンコー少女
- 死と乙女 Tod und Mädchen（2004年7月23日 チュンソフト）
- バケツ（2005年9月 文藝春秋、2008年9月 文春文庫）※映画『バケツと僕！』原作
- 忌火起草（アンソロジー）
  - 亜美編（2007年12月 講談社）
  - ゴシップ（ネット配信）
- デバッグ・ガール（2008年5月 ポプラ社）
- サークル（2008年7月 文藝春秋）
- 428 〜封鎖された渋谷で〜 全4巻（2009年 講談社BOX）

### ゲームシナリオ
- 3年B組金八先生 伝説の教壇に立て!（2004年6月24日 チュンソフト）
  - ようこそ3年B組へ!
  - 大人は判ってくれない
  - 連弾
  - 僕と犬の楽園
  - 汚れつちまつた悲しみに
  - Tod und Mädchen Erster Teil
  - Tod und Mädchen Zweiter Teil
- 3年B組金八先生 伝説の教壇に立て!完全版（2005年9月29日 チュンソフト）
  - 人にやさしく
- 忌火起草（2007年10月25日 チュンソフト）
- 忌火起草 解明編（2008年8月7日 チュンソフト）
- D.Gray-man 奏者の資格（2008年9月11日 コナミデジタルエンタテインメント）
- 428 〜封鎖された渋谷で〜（2008年12月4日 チュンソフト）
- 極限脱出 9時間9人9の扉 ※シナリオ協力 （2009年12月10日 チュンソフト）
- ケイオスリングス（2010年 スクウェア・エニックス）
- 大神伝 〜小さき太陽〜（2010年 カプコン）
- トレジャーリポート 機械じかけの遺産（2011年5月26日 バンダイナムコゲームス）
- 謎惑館 〜音の間に間に〜（2011年8月4日 カプコン）
- 閃乱カグラ -少女達の真影-（2011年9月22日 マーベラスエンターテイメント）
- タイムトラベラーズ （2012年7月12日 レベルファイブ）
- 閃乱カグラ Burst -紅蓮の少女達- （2012年8月30日 マーベラスAQL）
- レイトン教授VS逆転裁判（2012年11月29日 レベルファイブ）
- 閃乱カグラ SHINOVI VERSUS -少女達の証明-（2013年2月28日 マーベラスAQL）
- 逆転裁判5（2013年7月25日 カプコン）
- 必殺仕事人～お仕置きコレクション～（2013年8月22日 フィールズ）
- 閃乱カグラ2 -真紅-（2014年8月7日 マーベラス）
- メダロット8（2014年8月28日 ロケットカンパニー）
- 閃乱カグラ ESTIVAL VERSUS -少女達の選択-（2015年3月26日 マーベラス）
- ファイナルファンタジー ブレイブエクスヴィアス（2015年10月22日 スクウェア・エニックス）
- モンスターストライク（2015年12月17日 ミクシィ）※ニンテンドー3DS版
- UPPERS（2016年7月14日 マーベラス）
- 閃乱カグラ PEACH BEACH SPLASH（2017年3月16日 マーベラス）
- アークオブアルケミスト（2019年2月7日予定 コンパイルハート）

### 漫画原作
- 無敵のハンディキャップ〜障害者プロレスを創った男たち〜（2006年3月16日 ミリオン出版『漫画実話ナックルズ』5月号vol.38、画：櫛引圭太）
- ハマトラ（2013年11月21日 集英社『週刊ヤングジャンプ』2013年51号 - 2015年2号、画：小玉有起）

### アニメ
- ハマトラ（2014年）
- 極黒のブリュンヒルデ（2014年）[2]
- ブブキ・ブランキ（2016年、イシイジロウと共同シリーズ構成・脚本）
- 閃乱カグラ SHINOVI MASTER -東京妖魔篇-（2018年、シリーズ構成・脚本）

### その他の作品
- 映画「無敵のハンディキャップ」（1993年） 監督：天願大介　− 出演
- 映画「DOGLEGS」（2015年）監督：ヒース・カズンズ　− 出演